# Uchida Tatsuya
Tatsuya Uchida (内田 達也, sinh ngày 8 tháng 2 năm 1992) là một cầu thủ bóng đá người Nhật Bản.

## Thống kê sự nghiệp câu lạc bộ
Tính đến 9 tháng 12 năm 2017.
| Thành tích câu lạc bộ | Thành tích câu lạc bộ | Thành tích câu lạc bộ | Giải vô địch | Giải vô địch | Cúp                   | Cúp                   | Cúp Liên đoàn | Cúp Liên đoàn | Châu lục | Châu lục  | Khác     | Khác      | Tổng cộng | Tổng cộng |
| Mùa giải              | Câu lạc bộ            | Giải vô địch          | Số trận      | Bàn thắng    | Số trận               | Bàn thắng             | Số trận       | Bàn thắng     | Số trận  | Bàn thắng | Số trận  | Bàn thắng | Số trận   | Bàn thắng |
| Nhật Bản              | Nhật Bản              | Nhật Bản              | Giải vô địch | Giải vô địch | Cúp Hoàng đế Nhật Bản | Cúp Hoàng đế Nhật Bản | Cúp Liên đoàn | Cúp Liên đoàn | AFC      | AFC       | Siêu cúp | Siêu cúp  | Tổng cộng | Tổng cộng |
| --------------------- | --------------------- | --------------------- | ------------ | ------------ | --------------------- | --------------------- | ------------- | ------------- | -------- | --------- | -------- | --------- | --------- | --------- |
| 2010                  | Gamba Osaka           | J1 League             | 0            | 0            | 0                     | 0                     | 0             | 0             | 0        | 0         | -        | -         | 0         | 0         |
| 2011                  | Gamba Osaka           | J1 League             | 5            | 0            | 2                     | 0                     | 0             | 0             | 1        | 0         | -        | -         | 8         | 0         |
| 2012                  | Gamba Osaka           | J1 League             | 5            | 0            | 0                     | 0                     | 0             | 0             | 1        | 0         | -        | -         | 6         | 0         |
| 2013                  | Gamba Osaka           | J2 League             | 33           | 1            | 2                     | 0                     | -             | -             | -        | -         | -        | -         | 35        | 1         |
| 2014                  | Gamba Osaka           | J1 League             | 12           | 0            | 2                     | 0                     | 5             | 0             | -        | -         | -        | -         | 19        | 0         |
| 2015                  | Gamba Osaka           | J1 League             | 0            | 0            | 2                     | 0                     | 0             | 0             | 0        | 0         | 0        | 0         | 2         | 0         |
| 2016                  | Gamba Osaka           | J1 League             | 3            | 0            | 0                     | 0                     | 1             | 0             | 1        | 0         | 0        | 0         | 5         | 0         |
| Tổng                  | Tổng                  | Tổng                  | 58           | 1            | 8                     | 0                     | 6             | 0             | 3        | 0         | 0        | 0         | 75        | 1         |
| 2017                  | Tokyo Verdy           | J2 League             | 41           | 2            | 1                     | 0                     | -             | -             | -        | -         | -        | -         | 42        | 2         |
| Tổng                  | Tổng                  | Tổng                  | 41           | 2            | 1                     | 0                     | -             | -             | -        | -         | -        | -         | 42        | 2         |
| Tổng cộng sự nghiệp   | Tổng cộng sự nghiệp   | Tổng cộng sự nghiệp   | 99           | 3            | 9                     | 0                     | 6             | 0             | 3        | 0         | 0        | 0         | 117       | 3         |

Thành tích đội dự bị
| Thành tích câu lạc bộ | Thành tích câu lạc bộ | Thành tích câu lạc bộ | Giải vô địch | Giải vô địch | Tổng cộng | Tổng cộng |
| Mùa giải              | Câu lạc bộ            | Giải vô địch          | Số trận      | Bàn thắng    | Số trận   | Bàn thắng |
| Nhật Bản              | Nhật Bản              | Nhật Bản              | Giải vô địch | Giải vô địch | Tổng cộng | Tổng cộng |
| --------------------- | --------------------- | --------------------- | ------------ | ------------ | --------- | --------- |
| 2016                  | U-23 Gamba Osaka      | J3                    | 14           | 1            | 14        | 1         |
| Tổng cộng sự nghiệp   | Tổng cộng sự nghiệp   | Tổng cộng sự nghiệp   | 14           | 1            | 14        | 1         |

## Danh hiệu

### Câu lạc bộ
Gamba Osaka
- J. League Division 1 (1): 2014
- J. League Division 2 (1): 2013
- Cúp Hoàng đế Nhật Bản (2): 2014, 2015
- J. League Cup (1): 2014